# Міщарський юрт
Міщарський юрт (тат. Mişär yortı; в російських часописах — Мещерский юрт) був напівнезалежним князівством (улусом, юртом) Золотої Орди в межах Московського, Нижньогородського і Рязанського князівств.
В часи Волзької Булгарії був спочатку заселений мордвою, а пізніше тюркськими народами, що сприйняли іслам.
В 1298 Госан углі Могаммед з роду Ширін заснував князівство, що об'єднало мордовців і татар.
Столицею Міщарського юрту був Касимов (у московській хроніці Городок-Мещерський/Gorodok-Meşçórski).
В 1393 Тохтамиш віддав Міщарський юрт Великому князівству Моковському.
Після поразки в Суздальській битві в 1445 великий князь московський Василь II віддав цю землю Касимовському ханству. За іншою версією, Касимовське ханство було створено як буферна держава між Казанським ханством і Московією.